# Бісеровське сільське поселення
Бісеро́вське сільське поселення (рос. Бисеровское сельское поселение) — адміністративна одиниця у складі Афанасьєвського району Кіровської області Росії. Адміністративний центр поселення — село Бісерово.

## Історія
Станом на 2002 рік на території сучасного поселення існували такі адміністративні одиниці:
- Бісеровський сільський округ (село Бісерово, присілки Альошкіни, Селезньови, Турушови, Шабаршата, Шмирята)
- Георгієвський сільський округ (село Георгієво, присілки Васькіно, Верхня Нярпа, Вишка, Галаніно, Головіно, Грибята, Єлушата, Заручій, Корогово, Мінькіно, Нижня Нярпа, Сабурово, Тебеньково, Щукіно)
- Жарковський сільський округ (селище Пограничний, присілки Бікурай, Веселий Лог, Володята, Єгоровська, Жаркови, Матвієвська, Миронови, Нопіно, Петрята, Стьопіни)

Поселення було утворене згідно із законом Кіровської області від 7 грудня 2004 року № 284-ЗО у рамках муніципальної реформи шляхом перетворення та об'єднання Бісеровського та Жарковського сільських округів. 2007 року до складу поселення була включена територія ліквідованого Георгієвського сільського поселення.

## Населення
Населення поселення становить 1219 осіб (2017; 1229 у 2016, 1250 у 2015, 1289 у 2014, 1271 у 2013, 1309 у 2012, 1358 у 2010, 1601 у 2002).

## Склад
До складу поселення входять 30 населених пунктів:
| Населений пункт        | Населення, осіб (2002) | Населення, осіб (2010) |
| ---------------------- | ---------------------- | ---------------------- |
| Альошкіни, присілок    | 62                     | 45                     |
| Бікурай, присілок      | 2                      | -                      |
| Бісерово, село         | 769                    | 805                    |
| Васькино, присілок     | 21                     | 8                      |
| Верхня Нярпа, присілок | 9                      | 2                      |
| Веселий Лог, присілок  | 0                      | -                      |
| Вишка, присілок        | 16                     | 9                      |
| Володята, присілок     | 28                     | 21                     |
| Галаніно, присілок     | 8                      | 5                      |
| Георгієво, село        | 211                    | 182                    |
| Головино, присілок     | 60                     | 40                     |
| Гриб'ята, присілок     | 4                      | 1                      |
| Єгоровська, присілок   | 1                      | 0                      |
| Єлушата, присілок      | 3                      | 0                      |
| Жаркови, присілок      | 183                    | 162                    |
| Заручій, присілок      | 0                      | 0                      |
| Корогово, присілок     | 7                      | 3                      |
| Матвієвська, присілок  | 8                      | 0                      |
| Миронови, присілок     | 1                      | 1                      |
| Мінькіно, присілок     | 17                     | 10                     |
| Нижня Нярпа, присілок  | 0                      | 0                      |
| Нопіно, присілок       | 4                      | 4                      |
| Петрята, присілок      | 40                     | 8                      |
| Пограничний, присілок  | 63                     | 10                     |
| Сабурово, присілок     | 0                      | 0                      |
| Селезньови, присілок   | 18                     | 6                      |
| Стьопіни, присілок     | 9                      | 5                      |
| Тебеньково, присілок   | 12                     | 4                      |
| Турушови, присілок     | 25                     | 11                     |
| Шабаршата, присілок    | 2                      | 0                      |
| Шмирята, присілок      | 3                      | 0                      |
| Щукіно, присілок       | 15                     | 16                     |